# Italië op het Eurovisiesongfestival 2024

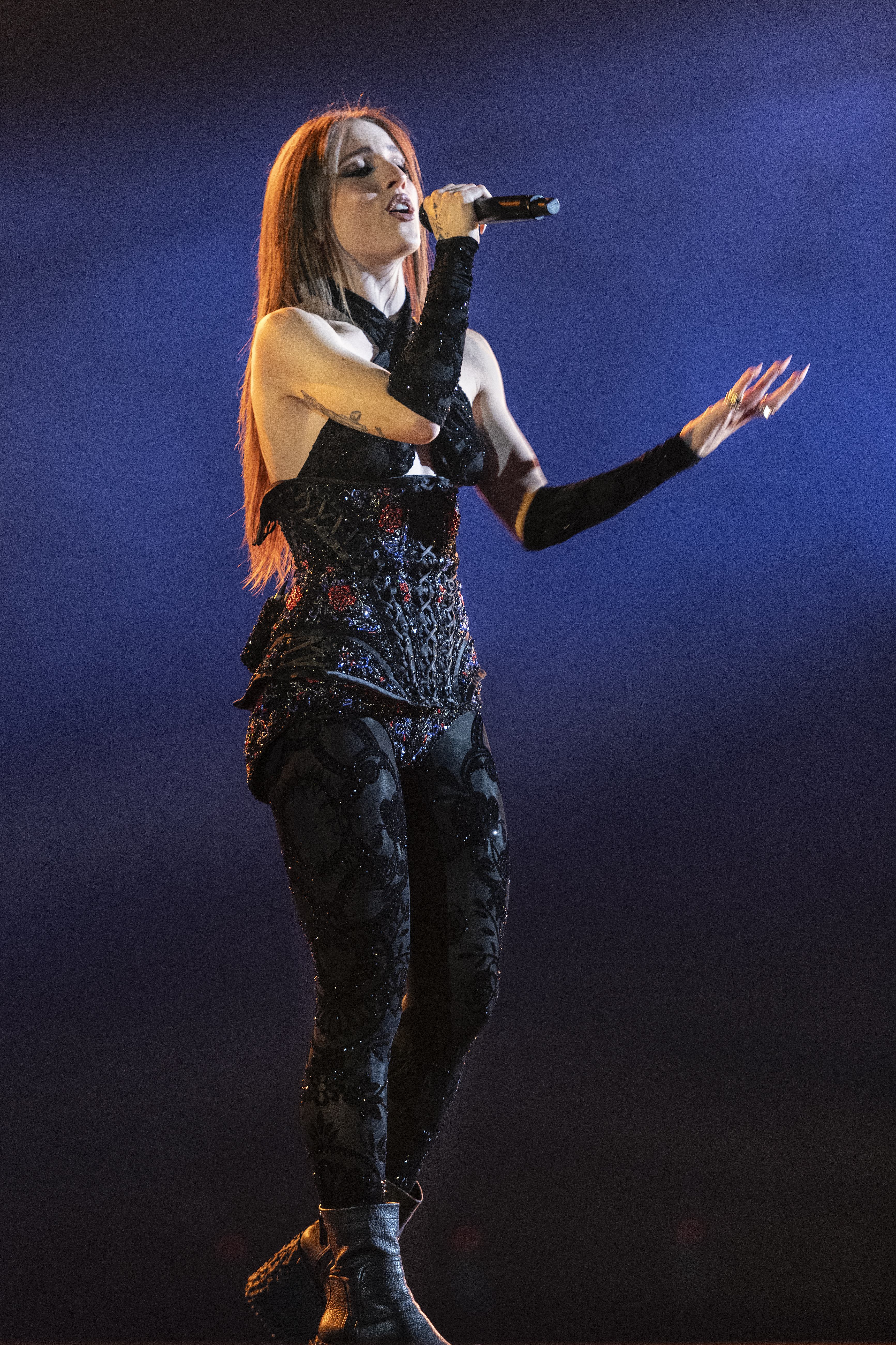
Angelina Mango tijdens de repetities voor de finale in Malmö.

Italië nam deel aan het Eurovisiesongfestival 2024 in Malmö, Zweden. Het was de 49ste deelname van het land op het Eurovisiesongfestival. De RAI was verantwoordelijk voor de Italiaanse bijdrage voor de editie van 2024.

## Selectieprocedure
Italië koos zijn Eurovisiekandidaat via het jaarlijkse Sanremo-festival dat in 2024 aan zijn 74e editie toe is. De uiteindelijke winnaar van het vijfdaagse festival mag Italië gaan vertegenwoordigen in Malmö. Mocht die toch niet willen dan wijst de omroep RAI zelf een kandidaat aan. De laatste keer dat dat gebeurde was echter in 2016.
Onder de dertig kandidaten waren een aantal oud-deelnemers aan het songfestival. Onder andere Il Volo (ESF’15), Mahmood (ESF’19 en ’22), Ricchi e Poveri (ESF’78) en Emma (ESF’14). Ook Diodato, winnaar in 2020, deed weer mee. Hij zou de Italiaanse vertegenwoordiger zijn in Rotterdam, maar dat festival ging niet door vanwege de coronapandemie. Hij was toen wel te zien in de speciale uitzending die toen werd gemaakt met zijn winnende Fai Rumore. 
De dertig kandidaten zijn verzekerd van alle vijf dagen. Op alle dagen werd er gestemd, door verschillende jury’s, en alle uitslagen telden mee voor de uiteindelijke bepaling van de top 5 op zaterdag. Op de eerste avond kwamen alle kandidaten aan bod. Op de woensdag en donderdag werd de groep in tweeën gesplitst met steeds vijftien optredens. Vrijdag stond zoals gebruikelijk in het teken van covers waarbij de kandidaten een nummer zongen samen met een gastartiest. 
Op de finaledag vertolkten de dertig kandidaten weer hun eigen nummer. Bookmakers gaven Angelina Mango (37%) en Geolier (30%) het meest kans op de overwinning. Op de slotavond konden alleen de televoters stemmen waarna de top 5 doorging naar de superfinale. Daarin stemden de persjury, radiojury en televoters opnieuw waarbij alle kandidaten op nul begonnen. De televoters gingen massaal voor Geolier, maar dankzij de jury’s wist Angelina Mango te winnen, hierdoor wist zij de 74e editie van het Sanremo-festival op haar naam te schrijven en mocht zij de Italiaanse kleuren verdedigen in Malmö. Ze was de eerste vrouw sinds 2016 die dit mocht gaan doen.

## Uitslag super-finale
10 februari 2024
| Plaats | Artiest        | Lied               | Persjury | Radiojury | Televoting | Totaal |
| ------ | -------------- | ------------------ | -------- | --------- | ---------- | ------ |
| 1      | Angelina Mango | La Noia            | 1        | 1         | 16.1%      | 40.3%  |
| 2      | Geolier        | "I p' me, tu p' te | 4        | 5         | 60.0%      | 25.2%  |
| 3      | Annalisa       | Sinceramente       | 2        | 2         | 8.0%       | 17.1%  |
| 4      | Ghali          | Casa Mia           | 3        | 3         | 8.3%       | 10.5%  |
| 5      | Irama          | Tu No              | 5        | 4         | 7.5%       | 6.9%   |

## In Malmö
In Malmö mocht Italië meteen aantreden in de finale, het hoefde niet deel te nemen aan een van de halve finales. Wel zong de Grote Vijf voor het eerst volledig tijdens de liveshows. Angelina Mango wist een 7de plaats te behalen met 268 punten. 164 punten waren afkomstig van de jury's, 108 punten van de televoters. 
1956 · 1957 · 1958 · 1959 · 1960 · 1961 · 1962 · 1963 · 1964 · 1965 · 1966 · 1967 · 1968 · 1969 · 1970 · 1971 · 1972 · 1973 · 1974 · 1975 · 1976 · 1977 · 1978 · 1979 · 1980 · 1981-1982 · 1983 · 1984 · 1985 · 1986 · 1987 · 1988 · 1989 · 1990 · 1991 · 1992 · 1993 · 1994-1996 · 1997 · 1998-2010 · 2011 · 2012 · 2013 · 2014 · 2015 · 2016 · 2017 · 2018 · 2019 · 2020 · 2021 · 2022 · 2023 · 2024 · 2025
Albanië · Armenië · Australië · Azerbeidzjan · België · Cyprus · Denemarken · Duitsland · Estland · Finland · Frankrijk · Georgië · Griekenland · Ierland · IJsland · Israël · Italië · Kroatië · Letland · Litouwen · Luxemburg · Malta · Moldavië · Nederland · Noorwegen · Oekraïne · Oostenrijk · Polen · Portugal · San Marino · Servië · Slovenië · Spanje · Tsjechië · Verenigd Koninkrijk · Zweden · Zwitserland